# Лу (река)
Лу (фр. Loue) је река у Француској. Дуга је 51 km. Улива се у реку Ил. 